# Rove

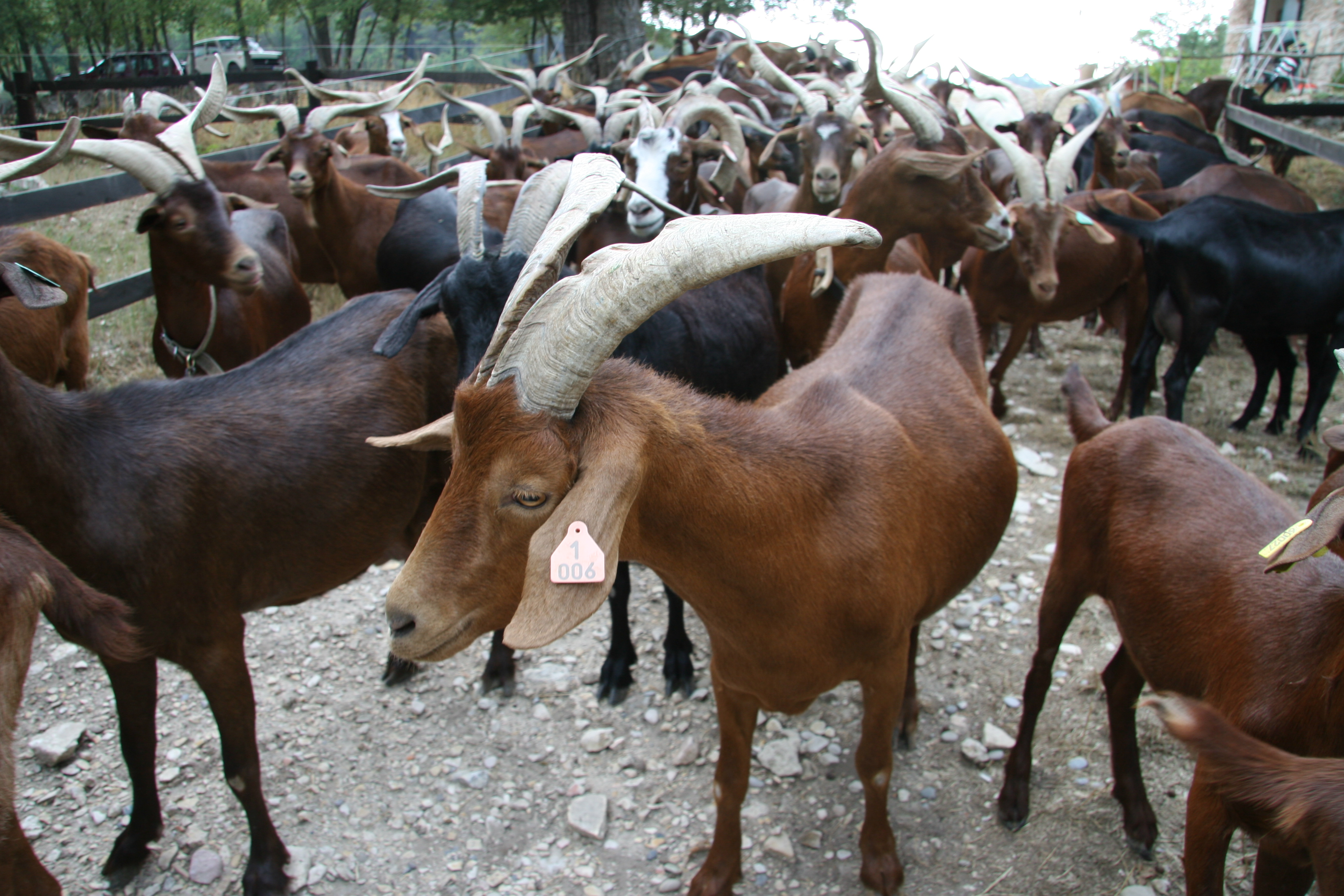
Кози Rove

Роув — порода кіз, яка була вперше одомашнена у Франції. Раніше вважалися, що порода знаходиться під загрозою зникнення, але вже на 2003 рік більш ніж 5000 зареєстрованих Роувів було на французьких фермерських господарствах.